# IFRS 1
МСФО (IFRS) 1 «Первое применение МСФО» (International Financial Reporting Standard 1) — международный стандарт финансовой отчётности, опубликован в июне 2003 года и принят с 01.01.2004 года для обеспечения предоставления компаниями в первой финансовой отчетности.

## В России
Приказом Минфина РФ от 25 ноября 2011 г. № 160н «О введении в действие МСФО и Разъяснений МСФО на территории РФ» введен в действие на территории Российской Федерации.

## Цель
Определить процедуры, которым должны следовать предприятия, впервые составляющие финансовую отчётность по МСФО. Такие как:
- прозрачность для пользователей и соответствие иным представленным в отчетности периодам;
- реализация начала ведения бухгалтерского учёта в соответствии с МСФО;
- затраты на подготовку ведения учета согласно МСФО (IFRS) должны быть не выше выгод для пользователей.

Компания обязана применять данный стандарт для подготовки:
- своей первой финансовой отчетности, подготовленной в соответствии с МСФО;
- промежуточной финансовой отчетности, представляемой согласно МСФО (IAS) 34 «Промежуточная финансовая отчетность» и относящейся к части того периода, который охвачен первым комплектом финансовый отчетности, составленным в соответствии с МСФО.

## Определения
Первая финансовая отчетность, подготовленная по МСФО — это первая годовая финансовая отчетность, в отношении которой делается безоговорочное заявление о полном соответствии требованиям МСФО.
Дата перехода на МСФО — начало самого раннего периода, за который компания представляет полную сравнительную информацию в соответствии с МСФО в своей первой финансовой отчетности по МСФО.
Отчетная дата — конец самого последнего периода, за который составлена годовая или промежуточная финансовая отчетности.
Вступительный баланс по МСФО — отчет о финансовом положении компании на дату перехода на МСФО.
Предполагаемая стоимость — величина, используемая для обозначения стоимости или амортизированной стоимости на определенную дату (например, на дату перехода на МСФО).

## Краткое описание
Предприятиям, впервые применяющим МСФО (и заявляющим о соответствии финансовой отчётности МСФО без оговорок), при подготовке финансовой отчётности за год, закончившийся 31 декабря 2012 года (данная ситуация рассматривается в качестве примера), необходимо:
- Выбрать учётную политику на основе МСФО, действующих по состоянию на 31 декабря 2012 года;
- Подготовить финансовую отчетность как минимум за 2012 и 2011 годы и пересчитать показатели вступительного отчёта о финансовом положении путём применения МСФО, действующих по состоянию на 31 декабря 2012 года, кроме следующих случаев, которые рассматриваются в МСФО (IFRS) 1 в качестве исключений:

 — вступительный отчет о финансовом положении готовится по состоянию на 1 января 2011 года (или на более раннюю дату, если предприятие планирует представить сравнительную информацию, подготовленную в соответствии с МСФО, за несколько лет);
 — вступительный отчет о финансовом положении представляется в финансовой отчетности предприятия, впервые применяющего МСФО (таким образом, представляются три отчета о финансовом положении);
 — предприятие, впервые применяющее МСФО при подготовке отчетности за год, закончившийся 31 декабря 2012 года, планирует представить выборочную финансовую информацию (а не полную финансовую отчетность) в соответствии с МСФО за периоды, предшествовавшие 2011 году, в дополнение к полной финансовой отчетности за 2011 и 2012 годы; вступительный отчет о финансовом положении по МСФО вне зависимости от этого составляется по состоянию на 1 января 2011 года.

## Методология применения МСФО (IFRS) 1
МСФО (IFRS) 1 требует, чтобы компания соответствовала всем МСФО, действующим на первую отчетную дату, исключив из ретроспективного применения стандарты, касающиеся:
- прекращения признания финансовых активов и финансовых обязательств;
- учета операций хеджирования;
- доли неконтролирующих акционеров;
- классификации и оценки финансовых активов;
- встроенных производных финансовых инструментов.

Также существуют исключения, которые разрешают компаниям, на их усмотрение, не применять ретроспективно требования МСФО в приведенном перечне случаев. Компания может выбрать одно или несколько исключений.
Полный перечень исключений и порядок их применения содержатся в приложениях к МСФО (IFRS) 1 в Приложении B — исключения ретроспективного применения в других МСФО, в Приложении D-освобождения от других МСФО и в Приложении E — краткосрочные освобождения от применения МСФО.
Первая финансовая отчетность по МСФО должна включать:
- два отчета о совокупном доходе;
- два отчета о движении денежных средств;
- два отчета об изменениях капитала;
- соответствующие примечания за отчетный и сопоставимый периоды;
- вступительный баланс на дату перехода на МСФО, где необходимо:

- признать все активы и обязательства, признание которых требуется МСФО;
- не признавать статьи в качестве активов и обязательств, если МСФО не позволяют такое признание;
- реклассифицировать статьи, учтенные согласно ранее применявшимся ГААП, согласно классификации МСФО;
- применить требования МСФО к оценке признанных активов и обязательств.
Все корректировки, сделанные при переходе от национальной отчетности к отчетности по МСФО, должны быть признаны непосредственно через нераспределенную прибыль (или другую статью капитала) на дату перехода на МСФО.
Компания должна разработать для себя учетную политику по МСФО на дату перехода и применять её последовательно для вступительного баланса и последующих периодов, представленных в первой отчетности по МСФО. Учетная политика должна быть разработана согласно МСФО 8 «Учетные политики. Изменения в бухгалтерских оценках и ошибки» и в соответствии с редакцией МСФО, актуальной на конец первого отчетного периода (отчетную дату). Следует отметить, что компаниям запрещается применять разные версии МСФО, которые были эффективны на ранние даты, и поощряется применение новых МСФО, которые еще не обязательны для применения, если допустимо их досрочное применение.
МСФО (IFRS) 1 не предусматривает исключений из положений о представлении и раскрытии информации, содержащихся в других стандартах, и требует дополнительного раскрытия о том, как переход на международные стандарты повлиял на финансовое состояние, финансовые результаты и денежные потоки компании. 
Чтобы выполнить данное требование, первый комплект отчетности компании должен включать: 
- сверку капитала, посчитанного по национальным правилам, с капиталом по МСФО на две даты:

— дату перехода и
— конец последнего периода, представленного в самой последней ежегодной отчетности компании согласно национальным ГААП;
- сверку совокупного дохода согласно МСФО и национальным ГААП за последний период в самой последней годовой отчетности компании. Отправной точкой для такой выверки должен быть общий совокупный доход в соответствии с ранее применявшимися ГААП за аналогичный период.

Данные сверки должны предоставить достаточное количество деталей, чтобы пользователи поняли существенные корректировки, повлиявшие на показатели в отчете о финансовой позиции и отчете о совокупном доходе. Если компания представляет ОДДС согласно ранее применявшимся ГААП, также необходимо объяснить существенные корректировки данного отчета.
Следует помнить, что, в случае если компания в процессе подготовки отчетности по МСФО узнает об ошибках, сделанных согласно национальным ГААП, сверки должны отдельно раскрывать исправление ошибок и влияние перехода на новую учетную политику.
В целом МСФО (IFRS) 1, несмотря на дополнительные раскрытия в части сверок, упрощает для компаний процесс перехода на МСФО. Не будь данного стандарта, требовалось бы обязательное ретроспективное применение всех стандартов МСФО таким образом, как если бы компания применяла их всегда ранее, а это временной интервал, как правило, более 3 лет.
После того как ваша первая отчетность по МСФО готова и представлена заинтересованным пользователям, следует подумать о периодичности дальнейшей подготовки: будет ли составляться промежуточная отчетность или компания планирует отчитываться по МСФО один раз в год; как оптимизировать процесс подготовки отчетности; как изменились ваши финансовые показатели при переходе на МСФО, и, конечно же, производить мониторинг выхода новых и пересмотра действующих стандартов, чтобы оценить влияние изменений на отчетность текущего и последующих периодов .

## Информация об изменениях
- Ежегодные усовершенствования Международных стандартов финансовой отчётности, период 2009—2011 гг. (введён в действие приказом Минфина РФ от 31 октября 2012 г. № 143н[13])
- Консолидированная финансовая отчетность, совместная деятельность и раскрытие информации об участии в других предприятиях: Руководство по переходным положениям (поправки к Международному стандарту финансовой отчетности (IFRS) 10, Международному стандарту финансовой отчетности (IFRS) 11 и Международному стандарту финансовой отчетности (IFRS) 12) (введены в действие приказом Минфина РФ от 31 октября 2012 г. № 143н
- Разъяснение КРМФО (IFRIC) 20 «Затраты на вскрышные работы на этапе эксплуатации разрабатываемого открытым способом месторождения» (введено в действие приказом Минфина РФ от 31 октября 2012 г. № 143н)
- Займы, предоставленные государством (поправки к Международному стандарту финансовой отчетности (IFRS) 1) (введены в действие приказом Минфина РФ от 31 октября 2012 г. № 143н
- Международный стандарт финансовой отчётности (IAS) 19 «Вознаграждения работникам» (введен в действие приказом Минфина РФ от 18 июля 2012 г. № 106н[14])
- Международный стандарт финансовой отчётности (IFRS) 13 «Оценка справедливой стоимости» (введен в действие приказом Минфина РФ от 18 июля 2012 г. № 106н
- Международный стандарт финансовой отчётности (IFRS) 11 «Совместная деятельность» (введен в действие приказом Минфина РФ от 18 июля 2012 г. № 106н
- Международный стандарт финансовой отчётности (IFRS) 10 «Консолидированная финансовая отчётность» (введен в действие приказом Минфина РФ от 18 июля 2012 г. № 106н
- Представление статей прочего совокупного дохода (поправки к МСФО (IAS) 1 (введены в действие приказом Минфина РФ от 18 июля 2012 г. № 106н

Изменения вступают в силу на территории Российской Федерации для добровольного применения организациями — со дня их официального опубликования; для обязательного применения организациями — в отношении годовых периодах, начинающихся 1 января 2013 г. или после этой даты 